# Grób Nieznanego Żołnierza w Paryżu
Grób Nieznanego Żołnierza w Paryżu (fr. Tombe du Soldat inconnu) – grób nieznanego żołnierza pod Łukiem Triumfalnym w Paryżu, który stanowi hołd dla bezimiennych żołnierzy poległych w walkach I wojny światowej (1914–1918).

## Historia powstania

Grób Nieznanego Żołnierza znajduje się pod Łukiem Triumfalnym w Paryżu

Inicjatorem powstania Grobu Nieznanego Żołnierza w Paryżu był Fryderyk Simon – działacz i prezes licznych francuskich towarzystw o charakterze patriotycznym. Simon stracił w I wojnie światowej trzech synów. Nigdy też nie odnalazł ich ciał ani nie dowiedział się, gdzie zostali pochowani. Podjął więc działania mające na celu utworzenie symbolicznego miejsca pamięci, w którym każdy będzie mógł oddać hołd żołnierzom poległym za ojczyznę.
Na jego wniosek 9 listopada 1918 francuski parlament uchwalił, że takie symboliczne miejsce powstanie. Zadecydowano, że uroczystość nastąpi w drugą rocznicę kapitulacji Niemiec. Zaplanowano, że zwłoki zostaną złożone pod paryskim Łukiem Triumfalnym.

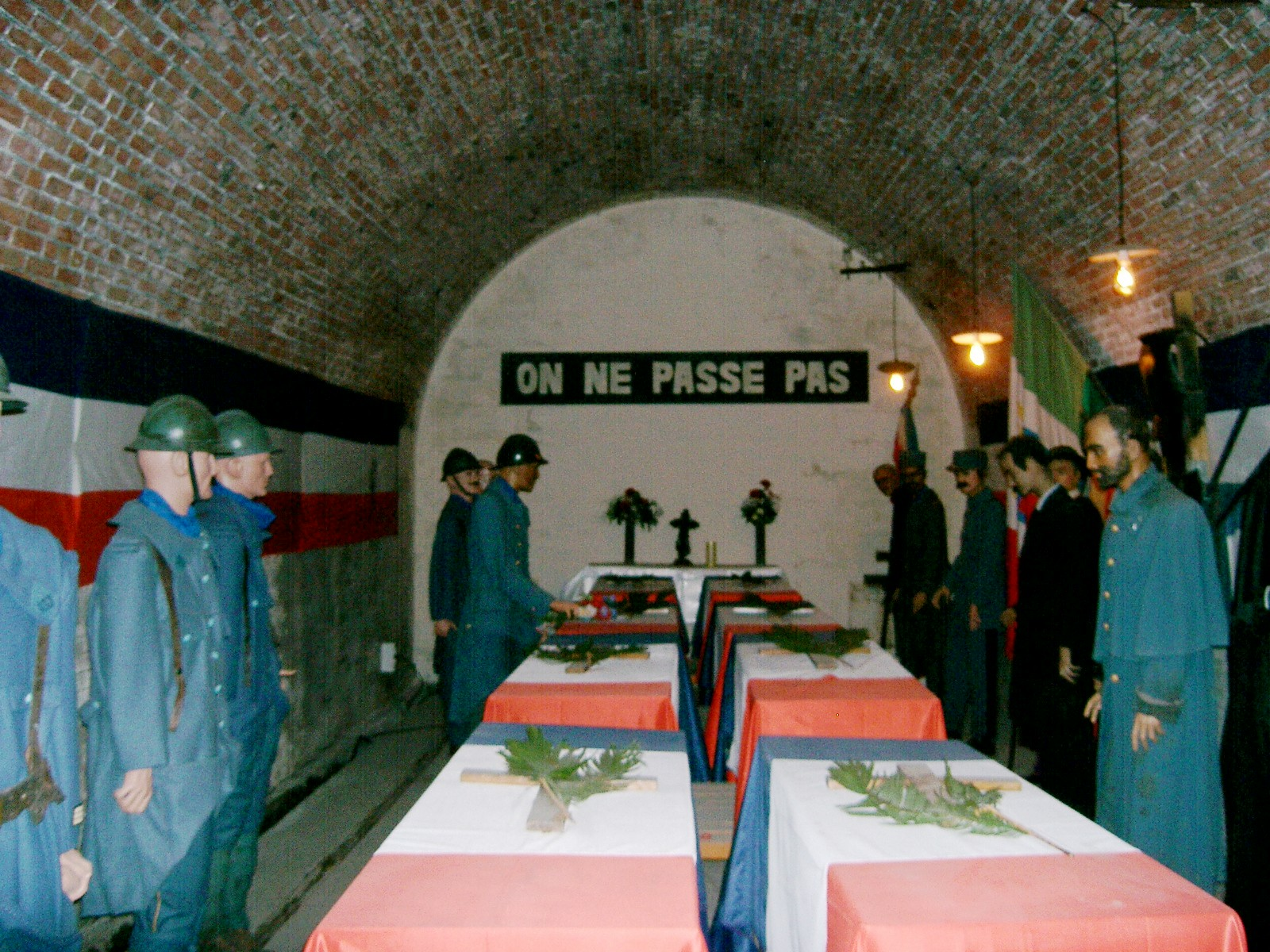
Ekspozycja upamiętniająca wybór nieznanego żołnierza w cytadeli w Verdun

10 listopada 1920 w cytadeli w Verdun wystawiono trumny ze zwłokami ośmiu żołnierzy. Liczba ta symbolizowała osiem odcinków frontu rozlokowanego od morza po Wogezy.
Ceremonialnego wyboru jednej z trumien z ciałem nieznanego żołnierza dokonał najmłodszy żołnierski ochotnik – Auguste Thin. Minister wojny André Maginot wręczył Thinowi bukiet trójkolorowych goździków, które ten następnie złożył na wybranej przez siebie trumnie. Trumna ta była ustawiona jako szósta w kolejności i zwłoki spoczywającego w niej żołnierza stały się od tej chwili symbolem śmierci miliona pięciuset tysięcy żołnierzy poległych na frontach I wojny światowej. Trumna z ciałem nieznanego żołnierza została przetransportowana z Verdun do Paryża. Orszak składał się z wielotysięcznego tłumu oraz 800 chorągwi wojskowych. Trumna była wieziona na jaszczyku.
Kondukt skierował się do Panteonu – ośmiu adiutantów armii wniosło trumnę do środka. W Panteonie oddawano hołd nieznanemu żołnierzowi jeszcze przez kilka miesięcy.
Właściwe złożenie do grobowca wymurowanego pod Łukiem Triumfalnym, na placu Gwiazdy (Place de l'Étoile – obecnie plac Charles'a de Gaulle'a) nastąpiło 28 stycznia 1921. Tego dnia grobowiec został nakryty kamienną płytą z wyrytym napisem: ICI REPOSE UN SOLDAT FRANÇAIS MORT POUR LA PATRIE 1914–1918 (pl. Tu spoczywa żołnierz francuski, który poległ za ojczyznę).
26 stycznia 1922 w „Dzienniku Personalnym” nr 1 został ogłoszony Dekret Naczelnego Wodza Józefa Piłsudskiego nr 2788 o przyznaniu orderu „Virtuti Militari" V klasy – „Nieznanemu Żołnierzowi Francuskiemu, którego zwłoki spoczywają pod łukiem tryumfalnym na placu de l’Etoile w Paryżu”.

## Ceremonia zapalania znicza

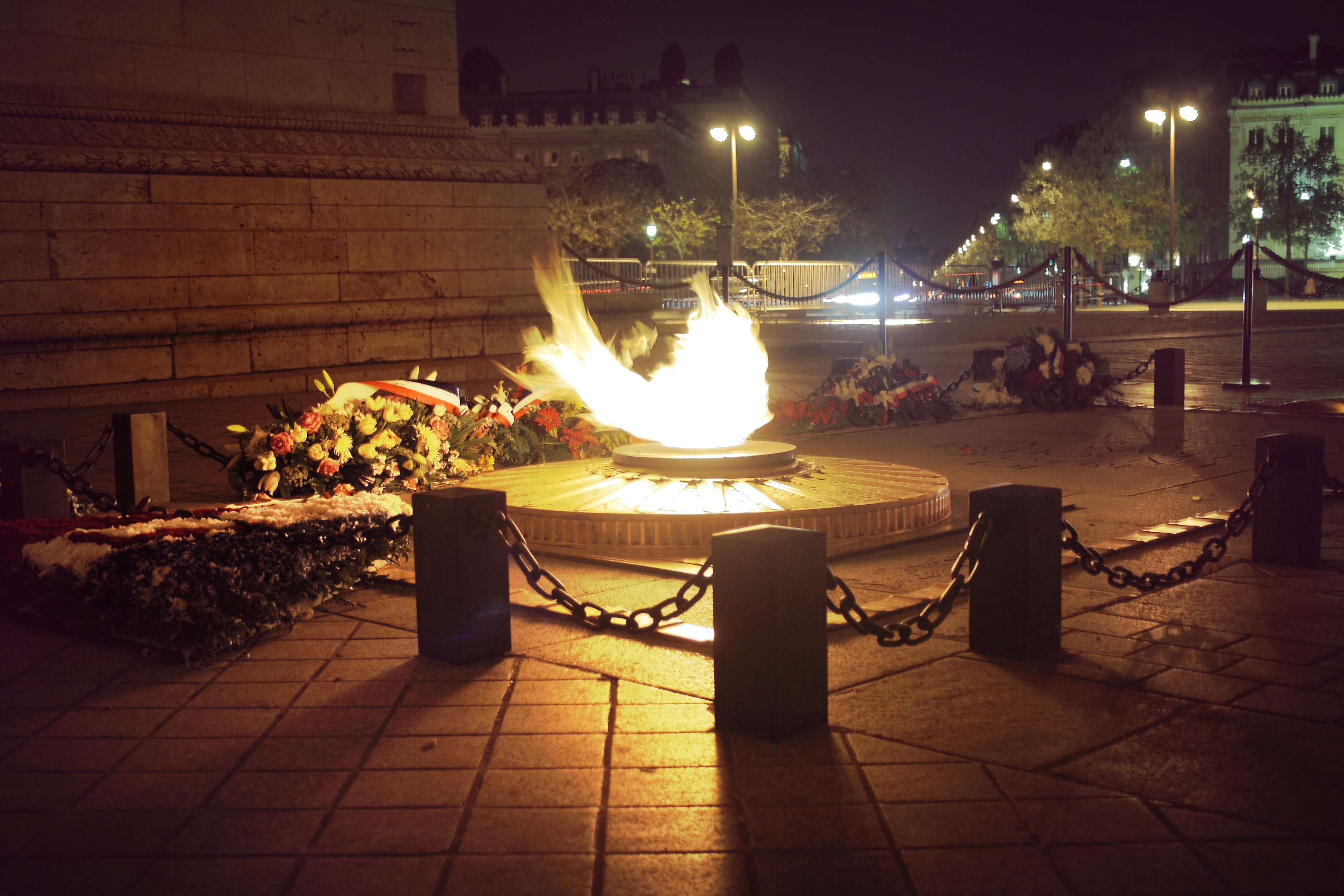
Płomień Pamięci jest rozpalany każdego dnia o godzinie 18:30

Pomysł stworzenia znicza przy Grobie Nieznanego Żołnierza w Paryżu zrodził się w 1923 w redakcji czasopisma l'Intransigeant. Stworzenie znicza zaproponował dziennikarz Gabriel Boissy. Rozmawiając z dyrektorem czasopisma Leonem Bailby, stwierdził, że nad grobem brakuje światła: płomienia, który paliłby się wiecznie, na pamiątkę.
Pomysł ten zaaprobował rząd Francji i 11 listopada 1923, o godzinie 18:00 minister wojny André Maginot rozpalił Płomień Pamięci (fr. Flamme du Souvenir).
Następnego dnia o tej samej porze gen. Henri Eugéne Gouraud – kombatant i inwalida wojenny powtórzył gest zapalenia znicza. W ten sposób zapoczątkowano rytuał, który trwa do czasów współczesnych.
Tradycja ta nie zaginęła nawet w czasie okupacji niemieckiej podczas II wojny światowej, w latach 1940–1944.
Współcześnie Płomień Pamięci jest rozpalany każdego dnia o godzinie 18:30 przez przedstawicieli stowarzyszeń, zgodnie z harmonogramem ustalonym przez specjalnie do tego celu powołany Komitet Płomienia.
W każdą rocznicę 11 listopada hołd Grobowi Nieznanego Żołnierza oddaje prezydent Francji, a także – przy różnych okazjach zagraniczne delegacje składają wieńce na grobie.